# Cyrtopogon malistus
Cyrtopogon malistus är en tvåvingeart som beskrevs av Richter 1974. Cyrtopogon malistus ingår i släktet Cyrtopogon och familjen rovflugor. Inga underarter finns listade i Catalogue of Life.